# MMN80
MMN80CPUは3.5 MHzで作動するZ80A マイクロプロセッサ クローンである。1980年代にルーマニアのブカレストのMicroelectronica社でルーマニア製のHC、CIP、JET、TIM-S、CoBraとその他のような8 ビットコンピュータのために製造された。

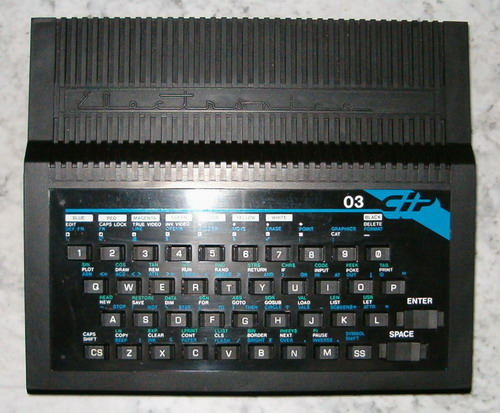
CIP-03
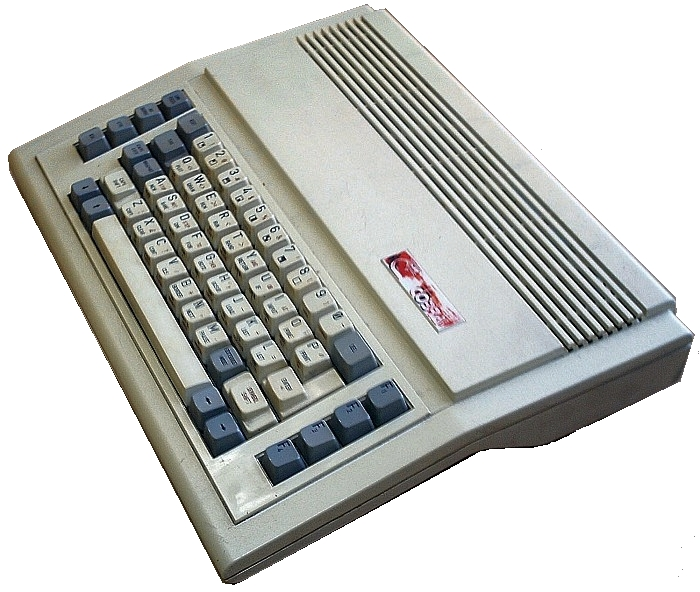
CoBra